# Černý Drin
Černý Drin (albánsky Drini i Zi, makedonsky Црн Дрим) je řeka v Severní Makedonii a Albánii.

## Průběh toku
Odtéká z Ohridského jezera ve městě Struga v Severní Makedonii. Po zhruba 50 km západně od Debaru překračuje hranici s Albánií. V Kukësu se stéká s Bílým Drinem a spolu tvoří řeku Drin, jež ústí do Jaderského moře. Odvodňuje většinu východního hraničního regionu Albánie včetně tří jezer, které Albánie sdílí se sousedními státy (Ohridské, Prespanské, Malé Prespanské).